# Neder-Elzas (district)
Neder-Elzas (Duits: Unterelsaß) was een district (Bezirk) van Elzas-Lotharingen. De andere districten waren Lotharingen en Opper-Elzas.

## Geschiedenis
Het district werd na de Duitse annexatie van de Elzas en Lotharingen in 1871 samengesteld uit het Franse departement Bas-Rhin en delen van Vosges. In overeenstemming met het Verdrag van Versailles stond Duitsland het gebied in 1919 weer aan Frankrijk af. Van 1940 tot 1945 behoorde het gebied tot nazi-Duitsland.

## Bestuurlijke indeling
De Neder-Elzas, bestuurd door een districtspresident, was verdeeld in bestuursdistricten (Landkreise) en een stadsdistrict (Stadtkreis). Aan het hoofd van de bestuursdistricten stond een  Kreisdirektor; het bestuur van het stadsdistrict Straatsburg werd door de districtspresident waargenomen.
| Land-/Stadtkreis               | Ontstaan uit arrondissement | Bevolking                     | Opmerking                   |
| ------------------------------ | --------------------------- | ----------------------------- | --------------------------- |
| Erstein                        | Erstein                     | 61.711 (1890) 65.159 (1910)   |                             |
| Hagenau                        | Haguenau                    | 73.671 (1890) 80.292 (1910)   |                             |
| Molsheim                       | Molsheim                    | 67.931 (1890) 67.069 (1910)   |                             |
| Schlettstadt                   | Sélestat                    | 70.719 (1890) 67.581 (1910)   |                             |
| Straatsburg (Kreisfreie Stadt) | Straatsburg                 | 123.500 (1890) 178.891 (1910) | Na WOI Straatsburg-Ville    |
| Straatsburg (district)         | Straatsburg                 | 82.096 (1890) 97.795 (1910)   | Na WOI Straatsburg-Campagne |
| Weißenburg                     | Wissembourg                 | 55.842 (1890) 56.579 (1910)   |                             |
| Zabern                         | Saverne                     | 86.035 (1890) 87.572 (1910)   |                             |

## Districtspresidenten (Bezirkspräsidenten) 1871-1918
- 1870-1871: Friedrich von Luxburg (a.i.)
- 1871-1875: Karl Adolf August Ernst von Ernsthausen
- 1875-1880: Carl Ledderhose
- 1880-1886: Otto Back
- 1886-1892: Joseph von Stichaner
- 1892-1898: Julius von Freyberg-Eisenberg
- 1898-1907: Alexander Halm
- 1907-1918: Otto Pöhlmann